# Trutnoff Brnoon Open Air Festival
TrutnOFF BrnoON Open Air Festival byl český festival, který byl pokračovatelem nejstaršího českého festivalu Trutnov (TrutnOFF) Open Air Festival. Ten se konal v letech 1990–2016 v Trutnově v okrese Trutnov v Královéhradeckém kraji. Původní festival naposledy proběhl v Trutnově v roce 2016, další ročníky se kvůli sporům pořadatelů s trutnovskou radnicí nekonaly. 
Pořadatelé se v roce 2020 rozhodli obnovit tradici původního festivalu v Brně-Pisárkách poblíž pavilonu Anthropos a řeky Svratky. První dva ročníky z důvodu restrikcí v souvislosti s pandemii covidu-19 proběhly s omezenou kapacitou a bez účasti velkých zahraničních kapel, v roce 2022 hrály v Brně již i zahraniční skupiny. Na dalším pokračování festivalu v Brně se pořadatelé s městem nedohodli, zato se podařilo dohodnout obnovení festivalu v Trutnově a po sedmi letech se v roce 2023 uskutečnil jeho návrat do Trutnova.

## Historie

### Předchůdce – Trutnov Open Air Festival
Festival navazoval na Trutnov (později TrutnOFF) Open Air Festival, který vznikl na undergroundových základech a konal se v Trutnově v areálu zvaném Bojiště. Zakladatelem festivalu byli Martin Věchet a František „Čuňas“ Stárek. První ročníky v roce 1984 a 1987 rozehnaly jednotky SNB, po Sametové revoluci se festival konal v letech 1990, 1992–1997 a 1999–2016.
Od roku 1993 na festivalu hráli i zahraniční hosté. Od roku 1995 byl každý ročník někomu či něčemu věnován – např. ekologickým iniciativám, Karlu Krylovi, Chartě 77, indiánům, obětem poválečného odsunu, Jimu Morrisonovi či prezidentovi Václavu Havlovi, který festival často navštěvoval. V roce 2007 byl Havel prohlášen „náčelníkem festivalu“.

### Konec festivalu v Trutnově

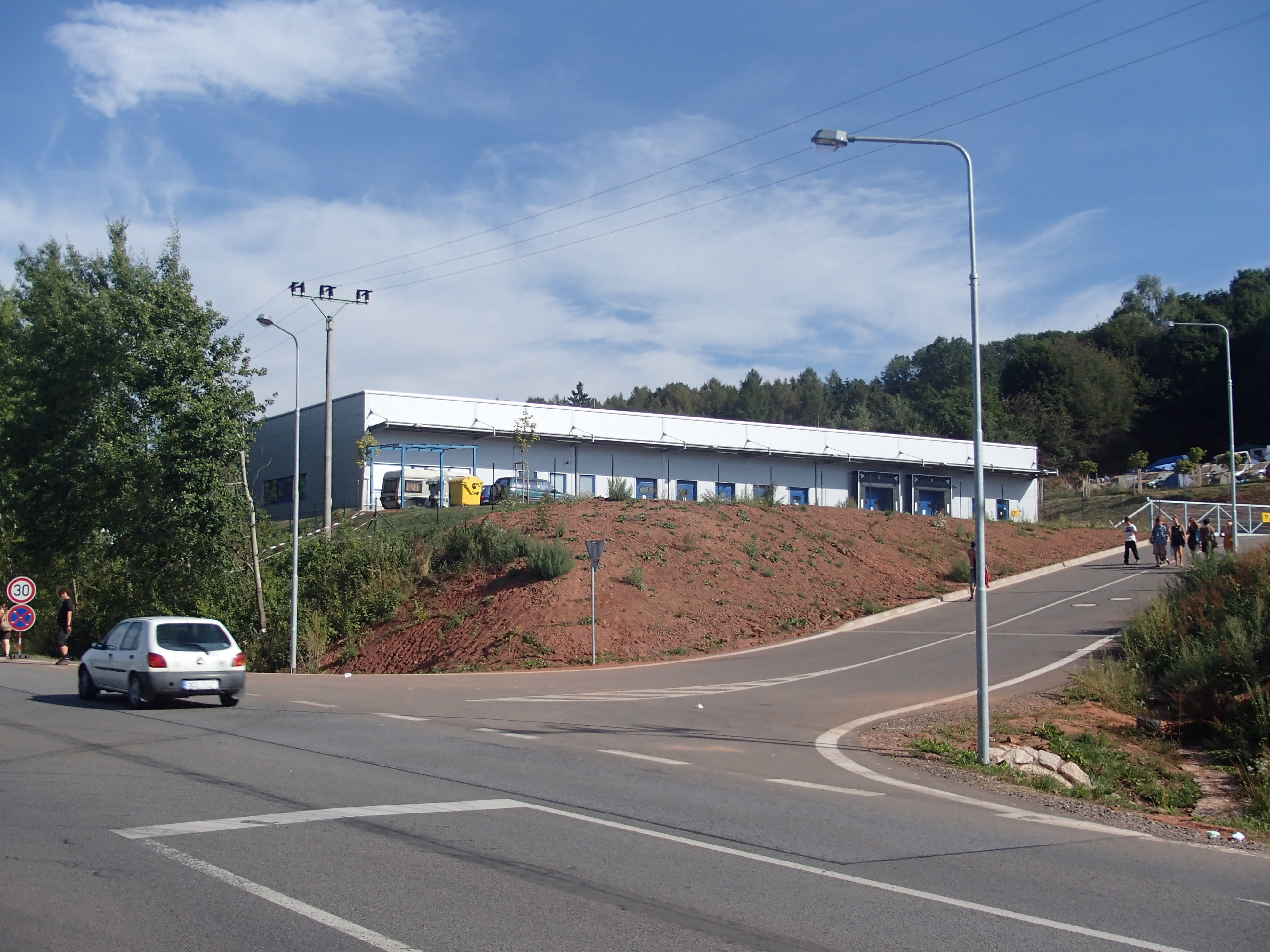
Budova České pošty v místech, kde stanovali návštěvníci trutnovského festivalu

V posledních letech festivalu ze zhoršily vztahy organizátorů s trutnovským zastupitelstvem, zejména pak se starostou Ivanem Adamcem (ODS). Původně byly vztahy organizátorů s radnicí dobré, ale pak začal Martin Věchet psát články kritické k vedení města, a vztahy výrazně ochladly. Přibližně od roku 2008 se spekulovalo o tom, že se festival bude stěhovat ze svého tradičního místa konání na Bojišti, některé ročníky byly dokonce označovány jako „poslední na Bojišti“. Důvodem mělo být, že radnice určila pozemky, na kterých stanovali návštěvníci festivalu, jako plochu k zastavění. V roce 2012 byla na louce, kde návštěvníci stanovali a v místech hlavní brány do festivalového campu, opravdu postavena první betonová stavba. Pořadatel festivalu Martin Věchet v roce 2011 prohlásil, že „Bojiště nemá budoucnost, alespoň ne tu festivalovou.“ Podle starosty Trutnova Ivana Adamce bylo ale v okolí festivalového areálu dostatek jiných luk, takže stěhování festivalu nehrozilo. „Samotný areál Bojiště s jediným pódiem a bez možnosti stanování, obklopený domy a komerční zástavbou dnes samozřejmě potřebám festivalu nemůže stačit. Festival potřebuje louky, lesy a prostor, nikoliv zástavbu," uvedl Věchet v roce 2012.
Od roku 2014 se festival nazýval TrutnOFF v reakci na to, že radnice města změnou územního plánu vyčlenila do průmyslové a komerční zóny pozemky, na kterých se festival konal, a tím akci ohrožovala.
Novým dějištěm festivalu se měl stát areál bývalé vojenské základny Na Prachárně, asi 1 km od západního okraje Trutnova. Ke stěhování však nedošlo.
K 31. 12. 2016 skončila nájemní smlouva na areál Bojiště mezi městem a společností, od které si organizátoři Bojiště každoročně po dobu trvání festivalu pronajímali. Organizátoři mezitím nemohli připravovat další ročník festivalu, neboť nevěděli, kdo bude Bojiště vlastnit a zdali tam bude možné nadále pořádat festivaly. Radnice se nakonec rozhodla provozovat a spravovat Bojiště sama, o čemž se organizátoři festivalu dozvěděli v únoru 2017, což bylo podle nich příliš pozdě na zahájení připrav festivalu.

### Hledání nového místa konání
Jakousi náhradou za plnohodnotný festival se měla stát „Zahradní slavnost“, menší festival ve Velkých Svatoňovicích pro cca 3000 lidí na soukromém pozemku Martina Věcheta. Tento plán ale nevyšel, proto se organizátoři pokusili akci přesunout do Mladých Buků, kde narazili na odpor místního zastupitelstva, které schválilo řadu vyhlášek, které konání festivalu znemožnily. Martin Věchet oznámil, že pauza by měla být pouze roční, a v roce 2018 počítá s dalším ročníkem festivalu. I přesto se festival v roce 2018 nekonal. Věchet uvedl, že v situaci, kdy jsou pozemky, na kterých se koná festival, vyčleněny jako stavební parcely a nabízeny k prodeji, nemá festival na stávajím místě perspektivu, neboť k zastavění území může dojít prakticky kdykoliv, zatímco známé zahraniční kapely se musejí nasmlouvat i několik let dopředu. Dále řekl, že chuť pořádat další ročníky mu nechybí, a že dostal dvacet nabídek, kam by se festival mohl přestěhovat. Nejdále se dostala jednání s představiteli Strážnice, Veselí nad Moravou a Brna.

### Restart v Brně
Dne 29. června 2018 vyšla v České televizi zpráva, že se "trutnovský festival může přesunout do Brna". Následně v říjnu vyšla zpráva, že "Věchetovy wigwamy míří do Brna. Festival chtějí lidé i radnice". „Brnu by tento typ festivalu slušel. Velmi bych to vítal. Dohodli jsme se, že budeme v jednáních pokračovat a uvidíme, jak budeme úspěšní. Bavili jsme se o třech místech,“ uvedl k vyjednávání primátor Brna Petr Vokřál.
Po komunálních volbách na podzim 2018 se objevilo v koaliční smlouvě města Brna pořádání festivalu v pisáreckém údolí řeky Svratky nedaleko pavilonu Anthropos. Organizátoři chtěli první tamní ročník uspořádat už v roce 2019, ale v zájmu důkladné přípravy se dohodli s vedením města na prvním konání kolem 21. srpna 2020.
Festival nakonec proběhl ve dnech 21. až 23. srpna 2020 pod názvem TrutnOFF BrnoON Open Air Festival. Z důvodu omezení v souvislosti s pandemií covidu-19 se akce konala pouze v omezeném rozsahu pro tisíc návštěvníků, a bez účasti zahraničních kapel. Program tvořili účinkující různých hudebních žánrů, vystoupili například J.A.R., The Plastic People of the Universe, Robert Křesťan a Druhá Tráva, Framus Five, Originální Pražský Synkopický Orchestr, Visací zámek, Barbora Poláková či Jaroslav Hutka. Podle hudebního novináře Ondřeje Bezra se „pořadatelům přesun na nové místo podařil, areál Na Střelnici sice zatím jen naznačil svůj potenciál, ale zdá se, že jeho pozitiva převládají.“ V roce 2022 hrály na brněnském festivalu i zahraniční kapely. Po volbách do zastupitelstev obcí 2022 nové brněnské zastupitelstvo rozhodlo, že festival nebude již finančně podporovat a v areálu vybuduje sportoviště. V březnu 2023 pořadatelé oznámili, že se festival vrací zpátky do Trutnova.
V roce 2021 by TrutnOFF BrnoON věnovaný postiženým tornádem na Moravě a lidem ze zasažených oblastí se pořadatelé na základě osobní zkušenosti rozhodli poskytnout na celý festival vstup zdarma. V roce 2022 byl festival věnován míru a svobodě Ukrajiny. Festival podpořila i kancelář slovenské prezidentky Zuzany Čaputové.

## Charakteristika
Hlavni pódium bylo umístěno v prostorách bývalého vojenského prostoru "Na Střelnici", který má členitý tvar amfiteátru obklopený stromy, což poskytovalo návštěvníkům dobrou akustiku a místa k sezení. Na podiích nevisela žádná loga sponzorů, ale jen název festivalu a stejně jako v Trutnově pouze symbol s vyobrazením "Pána Vesmíru", portréty s citáty "náčelníka festivalu" Václava Havla a "gurua undergroundu" Ivana Martina Jirouse. Pódia po stranách zdobily postavy indiánských válečníků. 

## Financování
Trutnov Open Air Festival od počátku odmítal sponzory, aby si "zachoval svoji nezávislost a svobodného ducha". V areálu nebyly k vidění žádné nafukovací reklamní předměty. To přetrvávalo i po restartu v Brně. 
V roce 2020 činily plánované náklady na pořádání festivalu 18 600 000 Kč, město Brno festival podpořilo dotací ve výši 4 300 000 Kč. V roce 2023 žádali pořadatelé dotaci ve výši 3 000 000 Kč, dotace nebyla poskytnuta.